# Melanów (powiat garwoliński)
Melanów – wieś sołeckaw Polsce, położona w województwie mazowieckim, w powiecie garwolińskim, w gminie Łaskarzew.
| SIMC    | Nazwa | Rodzaj    |
| ------- | ----- | --------- |
| 0678512 | Pole  | część wsi |

W latach 1975–1998 wieś administracyjnie należała do województwa siedleckiego.    